# Steve Morse
Steve Morse, all'anagrafe Steven J. Morse (Hamilton, 28 luglio 1954) è un chitarrista statunitense, celebre per la sua militanza nei Dixie Dregs, nei Kansas e nei Deep Purple.

## Biografia
Steve Morse passò la propria infanzia a Ypsilanti, nel Michigan, dopo che la sua famiglia si fu trasferita precedentemente dal Tennessee. Suo padre era occupato come ministro di culto e la madre era una pianista classica; entrambi svolsero anche la professione di psicologo. Benché avesse già una discreta familiarità con strumenti come il clarinetto ed il pianoforte, Morse si interessò infine allo strumento che lo renderà celebre: la chitarra.
Suonò per breve tempo con suo fratello Dave in una band chiamata The Plague, fino a che la sua famiglia si dovette trasferire ad Augusta, in Georgia. Nei tardi anni '60 fu impegnato con suo fratello maggiore nella band Three.
Iscritto alla Academy of Richmond County, incontrò il bassista Andy West ed insieme formarono il nucleo principale dei Dixie Grit, insieme al tastierista Johnny Carr, il chitarrista e cantante Frank Brittingham e suo fratello Dave alla batteria, ma purtroppo anche questa band ebbe vita breve.

## Dixie Dregs
Quando Steve venne espulso dalla propria scuola al decimo anno (perché rifiutò di tagliarsi i capelli), si iscrisse nel 1971 alla stimata University Of Miami's School Of Music, alla quale si iscrisse anche Andy West.
Dopo la separazione dei membri dei Dixie Grit nel 1972, nacquero dalle loro ceneri i Dixie Dregs, all'inizio solo come collaudata coppia Morse/West, ed in seguito anche con l'aggiunta di un batterista della Carolina del Sud, Gilbert Frayer. Nell'ottobre dello stesso anno, la Mahavishnu Orchestra si esibì alla loro università.
Nel 1973 Steve forma il Rock Ensemble II con Allen Sloan al violino, Andy West al basso e Bart Yarnal alla batteria. Quest'ultimo fu sostituito temporaneamente ed infine in pianta stabile (perché si ruppe un braccio facendo surf), da Rod Morgenstein, dietro richiesta di Morse.
Nel 1974 e 1975 si aggiunsero al gruppo Frank Josephs come tastierista e Steve Davidowski.
Durante le varie prove all'Università di Miami, il gruppo si guadagnò parte dell'attenzione generale grazie all'esecuzione di vari pezzi composti da Steve Morse, fatto che mise in luce la sua credibilità sia come compositore che come strumentista.
Questo li portò ad effettuare una registrazione nel 1975 per scopi promozionali, registrazione che verrà infine ufficialmente immessa sul mercato nel 1997 con il titolo di The Great Spectacular.
Venne in seguito registrato un demo, datato 1976, contenente i pezzi Cruise Control, Refried Funky Chicken e Cosmopolitan Traveler.
Nello stesso anno, dopo un'esibizione al The Exit Inn di Nashville, vengono notati dal tastierista degli Allman Brothers Band Chuck Leavell e da Twiggs Lyndon, uno dei manager del gruppo, i quali, rimasti fortemente impressionati dalla band, ne informano la loro etichetta, la Capricorn Records, che inviò due suoi rappresentanti ad assistere al loro concerto in un club di Macon, in Georgia.
Grazie a questo contributo, i Dixie Dregs firmano a dicembre 1976 proprio con la Capricorn, e incominciano la lavorazione del loro primo album agli Hollywoon Sound Recorders, a Hollywood. Poco prima della fine delle registrazioni Steve viene chiamato da Liza Minnelli per suonare su una traccia del suo album Tropical Nights.
Il debut-album dei Dixie Dregs, intitolato Free Fall esce nella primavera del 1977 e contiene pezzi funky (Refried Funky Chicken), suoni acustici (Northern Lights), insieme a brani più prettamente Jazz Rock. L'album non rappresenta il picco creativo/artistico della band, ma rimane comunque una fase emblematica della loro carriera.
Culmine che invece si raggiunge con il loro secondo rilascio discografico, What If, insieme a Dregs Of the Earth, quest'ultimo datato 1980. Contenente brani di Fusion classici, come Take It Off the Top, Odyssey e Night Meets Light, What If rappresenta l'album ideale come introduzione della band ad un pubblico più ampio e nel mentre mette in luce le straordinarie abilità compositive di Morse. Proprio quando le cose stavano ormai per decollare, l'improvviso fallimento della Capricorn Records costrinse il gruppo a cercare un'altra etichetta che fosse ben disposta nei confronti della musica strumentale. Il loro potenziale venne notato e questo li portò a firmare un nuovo contratto per tre album con la Arista Records. Nel frattempo, viene abbandonato il vecchio nome in favore del più semplice e diretto "The Dregs".
Nel 1981, con la pubblicazione di Unsung Heroes, ricevono una nomination al Grammy come Best Instrumental Performance. Il violinista Allan Sloan lascia però la band al termine di quest'ultimo studio-album con la decisione di diventare dottore. Verrà sostituito dal giovane virtuoso Mark O'Connor, all'occorrenza anche abile chitarrista, che durante i tour successivi non mancherà di sfruttare questa sua doppia utilità suonando l'assolo di Bloodsucking Leeches.

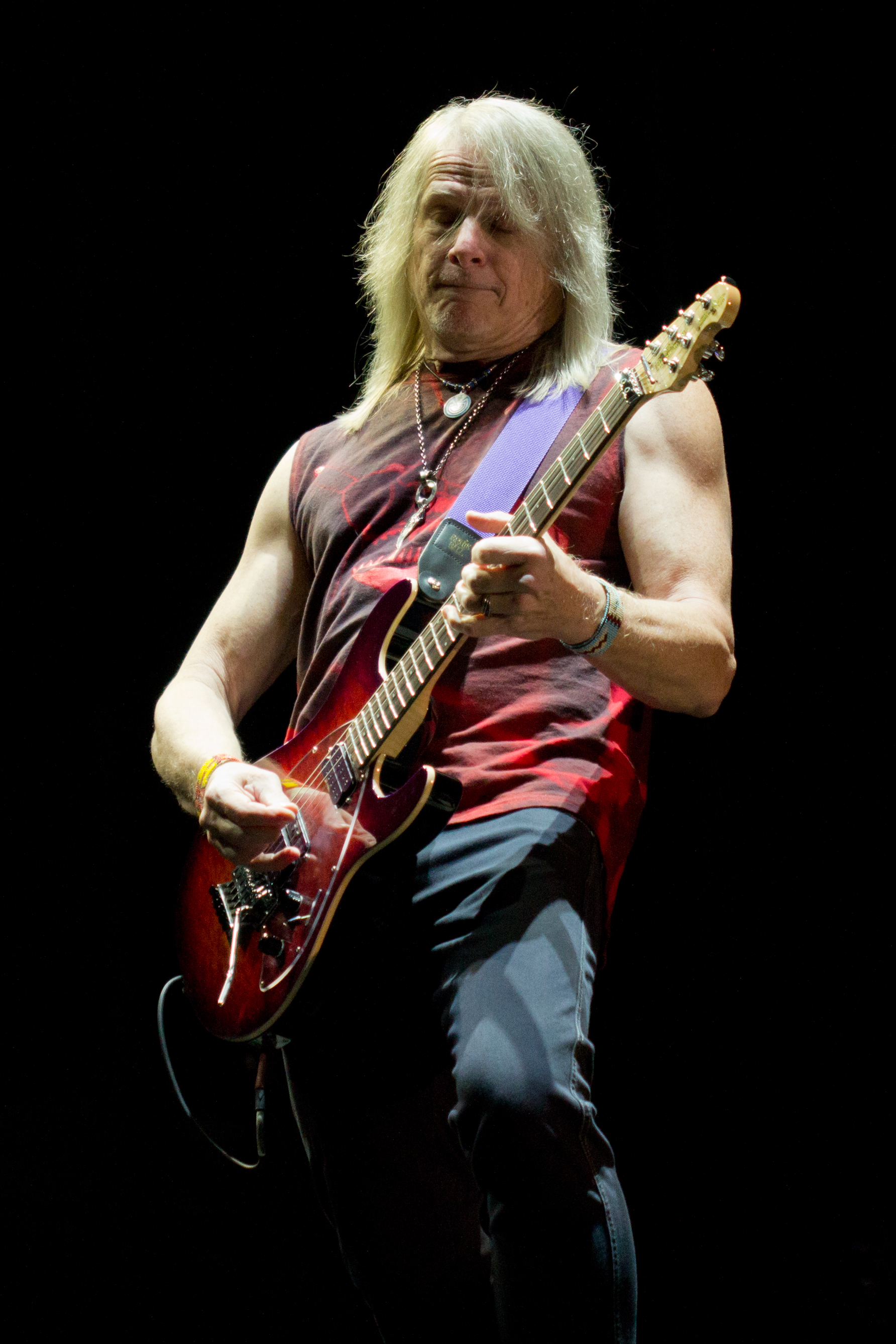
Hoyos del Espino 2013

Il successivo Industry Standard (1983) ricevette nuovamente una nomination al Grammy come miglior performance strumentale Jazz/Rock, mentre i lettori della rivista Guitar Player lo votarono come "Miglior LP di chitarra" dell'anno.
A sommarsi al tutto andò anche l'elezione di Steve come Best Overall Guitarist (miglior chitarrista in assoluto) dell'anno, un piacere che egli poté conquistare per ben cinque anni di seguito da questo stesso sondaggio, al termine dei quali venne inserito nella Gallery of Greats, un onore e un prestigio condivisi solo con Steve Howe degli Yes ed Eric Johnson. Tuttavia, Morse dichiarò in un'intervista di non essere pienamente soddisfatto del lavoro svolto, a causa delle varie pressioni sui Dregs da parte del management a orientarsi verso un tipo di approccio più commerciale adottando anche le parti vocali di Alex Ligertwood (famoso con Santana) e Patrick Simmons (dei Doobie Brothers), nel tentativo di incrementare le vendite:
(Steve Morse)
Il 1983 vedrà Steve abbandonare la band, sia per il fatto che le vendite dei loro album non accennavano a salire, ma anche e soprattutto a causa di una certa insoddisfazione della piega che stava prendendo il gruppo, che sbandò definitivamente di lì a poco.
Steve Morse decise allora di prendersi una pausa con la musica e questo spazio rimasto vuoto venne a colmarsi con la redazione di alcuni pezzi scritti, il primo dei quali venne pubblicato con il titolo Open Ears nel novembre 1983 sul periodico americano Guitar for the Practicing Musician . In una delle due colonne di spazio a lui dedicate affermò:
(Steve Morse)
Diversi anni più tardi, la band si riunì nuovamente per un tour. La formazione prevedeva i membri originari dei Dixie Dregs, ovvero Morse, Morgenstein, Lavitz e Sloan. Il loro ritorno sulle scene venne integrato con l'uscita di un "Best Of", intitolato Divided We Stand. Il bassista Dave LaRue completò il formazione per un tour di sette date, dalle quali venne estratto come live un altro ulteriore album, Bring 'em Back Alive. Inoltre, a causa degli impegni medici che la professione di Sloan prevedeva e ai quali non poteva sottrarsi, egli venne sostituito piuttosto frequentemente da Jerry Goodman, già violinista della Mahavishnu Orchestra. I Dregs otterranno inoltre di lì a poco un nuovo contratto con la riesumata Capricorn Records, per l'uscita del loro primo studio album dopo anni, Full Circle.

## Kansas
Con la nuova formazione dei Kansas nei tardi anni '80, il posto lasciato vuoto dal chitarrista solista e song-writer Kerry Livgren venne preso da Steve Morse. Il suo ruolo nella band fruttò due album con la MCA, Power e In the Spirit of Things  e, inoltre, contribuì alla stesura dell'ultima grande hit (fino ad oggi) dei Kansas, All I Wanted, che raggiunse la Billboard Top 20 ed entrò nel circuito Mtv Heavy Rotation. Morse lasciò la band dopo aver completato la serie di concerti a supporto dell'ultimo album, ma tuttavia rientrò nella band per un tour nel 1991, e, successivamente si riesibì coi Kansas negli anni successivi, in maniera sporadica, ad esempio nel tour del 2009. Con questa band ebbe anche modo di esibirsi come suonatore di violino.
Dopo l'avventura con i Kansas, Steve decise di prendersi una pausa dall'industria musicale coltivando un'altra sua passione, il volo. Egli lavorò infatti professionalmente per diversi anni come co-pilota di una compagnia aerea commerciale, godendosi una pausa dallo stress della vita sotto i riflettori. Alla fine però, la musica venne nuovamente a bussare alla sua porta.

## La Steve Morse Band
Dal 1992 la Steve Morse Band diverrà una vera e propria band stabile, con Steve alla chitarra, Dave LaRue al basso, Van Romaine alla batteria e, in occasioni speciali (Live in New York 1992), T Lavitz alle tastiere. Questo nuovo gruppo inciderà nello stesso anno un album intitolato Coast To Coast, che lanciò la band. I due album successivi del gruppo, Structural Damage e StressFest non ottennero però il successo sperato, decretando di fatto la  crisi e il declino del progetto.

## Deep Purple

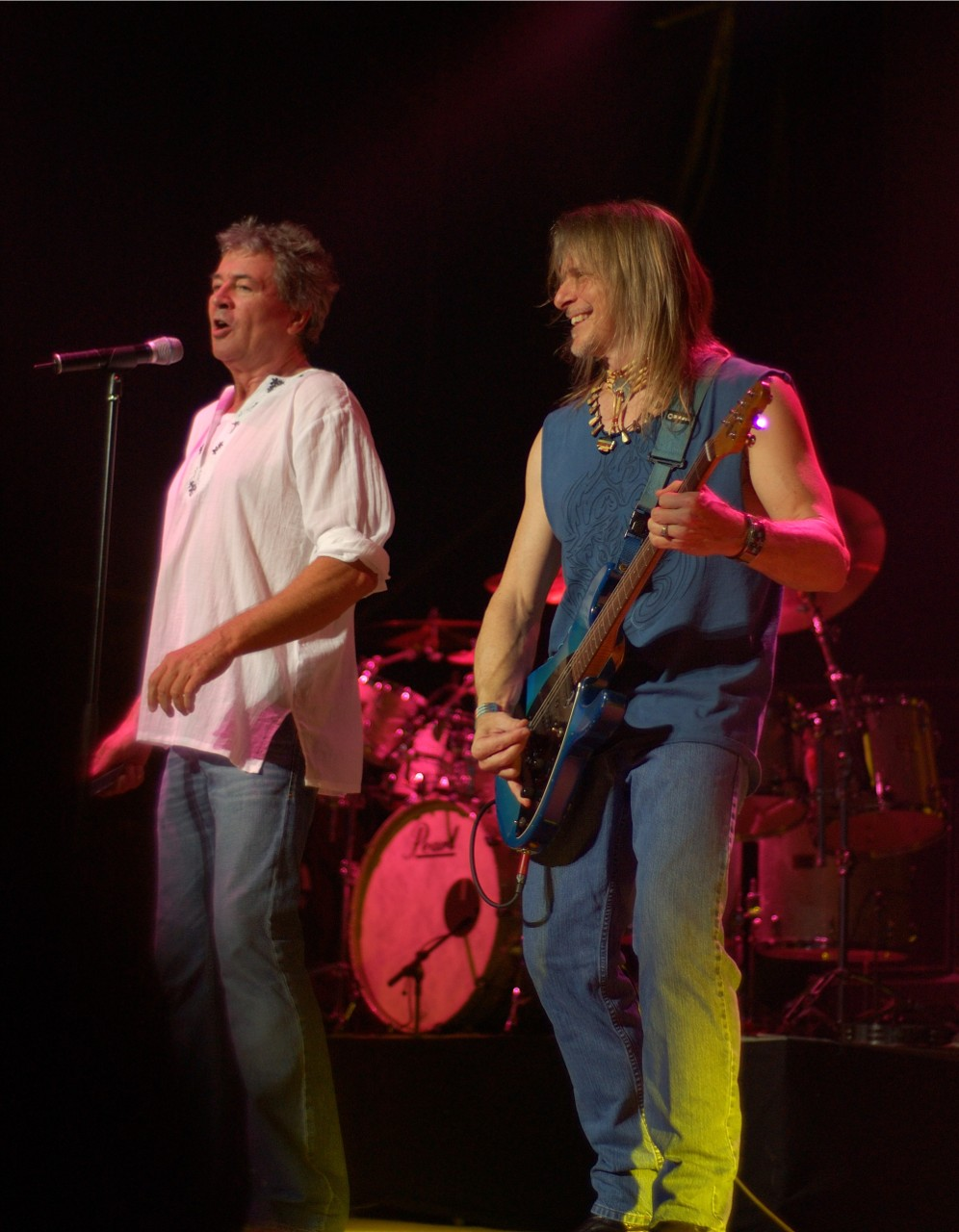
Steve Morse in concerto con i Deep Purple al Palaraschi di Parma (2007)

Con l'abbandono dello storico chitarrista dei Deep Purple, Ritchie Blackmore, che li lasciò durante il tour del 1993, vi fu la necessità di un musicista alla sua altezza che potesse rimpiazzarlo dapprima temporaneamente (scelta che cadde su Joe Satriani - dopo il rifiuto di Steve Lukather, chitarrista dei Toto - grazie al quale poterono completare le rimanenti date - e poi in pianta stabile.
Il nome di Morse fu suggerito da Satriani, con i Deep Purple che lo contattarono sul finire del 1994 proponendogli qualche data di collaudo in Messico per l'anno successivo. L'esperimento si rivelerà felice e il chitarrista integrerà la band inglese. Insieme, da allora, hanno pubblicato un totale di otto album in studio e quindici album dal vivo.
Oltre a suonare con questa importante band, con Don Airey (attuale componente anch'egli dei Deep Purple), Jimmy Barnes, Bob Daisley e Lee Kerslake diede vita nel 2003 ai Living Loud.
Steve Morse incomincia il 2009 con svariati progetti, che comprendono lavori da solista, progetti collaborativi e la prosecuzione con i Deep Purple.
Il 23 luglio 2022 annuncia la sua uscita definitiva dai Deep Purple a causa delle condizioni di salute della moglie Janine.

## Strumentazione
Steve suona una chitarra Steve Morse Signature, nota anche come Music Man Steve Morse Signature Guitar. L'origine di questo strumento risale ai tempi del college di Steve, quando, nel tentativo di procurarsi una chitarra che rispondesse alle sue richieste, assemblò fra loro varie parti di diversi strumenti, nella fattispecie:
- il corpo della Fender Telecaster;
- il manico della Fender Stratocaster;
- il ponte Gibson Tune-o-Matic;
- un set di tasti Gibson;
- lo stop-tail (detto anche tail piece) di una chitarra a 12 corde sconosciuta;
- un gruppo di pick-up DiMarzio  DP 205 Bridge model e DP 200 Neck model.[6]

Tale chitarra venne ribattezzata da Steve "Frankenstein Telecaster" e fu oggetto di revisioni e ulteriori miglioramenti da parte dello stesso chitarrista nel corso degli anni. Quando, nel 1986, la Music Man avvicinò Morse per produrne un modello di serie, il risultato che scaturì da questa collaborazione sfociò nella Steve Morse Signature, ormai strumento ufficiale consolidato del musicista. Lo strumento viene proposto al pubblico in diverse varianti, che coprono una gamma di oltre cinquanta tipi e combinazioni di finiture differenti.
La collaborazione fra il marchio di amplificazione ENGL e Steve diede invece vita al modello Steve Morse Special Edition E670, che debuttò nel settembre del 2008, dopo un anno di intenso lavoro del team ENGL e Morse con il rinomato ingegnere Steen Skrydstrup.
La continua ricerca del tono perfetto e anni di utilizzo di questi amplificatori hanno portato alla necessità di un ampli che potesse soddisfare la versatilità di un musicista come Morse, il quale, celebre per le sue capacità di esplorazione, spazia nei generi musicali più disparati: rock, fusion, jazz, metal e altri. Data la militanza in gruppi come Deep Purple e Steve Morse Band, il bisogno di un unico sistema di amplificazione che possa fornire un suono modellabile a seconda delle diverse esigenze appare piuttosto ovvio.

## Discografia

### Con i Deep Purple
- 1996 - Purpendicular
- 1998 - Abandon
- 2003 - Bananas
- 2005 - Rapture of the Deep
- 2013 - Now What?!
- 2017 - Infinite
- 2020 - Whoosh!

### Con i Dixie Dregs
- 1977 - Free Fall
- 1978 - What If
- 1979 - Night of the Living Dregs
- 1980 - Dregs of the Earth
- 1981 - Unsung Heroes
- 1982 - Industry Standard
- 1994 - Full Circle

### Con la Steve Morse Band
- 1984 - The Introduction
- 1985 - Stand Up
- 1991 - Southern Steel
- 1992 - Coast to Coast
- 1995 - Structural Damage
- 1996 - StressFest
- 2002 - Split Decision
- 2009 – Out Standing in Their Field

### Con i Kansas
- 1986 - Power
- 1988 - In the Spirit of Things

### Con i Flying Colors
- 2012 – Flying Colors
- 2014 – Second Nature
- 2019 – Third Degree

### Da solista
- 1987 - Steve Morse
- 1989 – High Tension Wires
- 2000 – Major Impacts
- 2004 – Major Impacts 2

### Con The Les Paul Trio
- 1986 - Steve Morse and the Les Paul Trio Live
- 2013 - New York Minute: Live at the Iridium

### Con i Living Loud
- 2004 - Living Loud

### Collaborazioni
- 1977 - Tropical Nights - Liza Minnelli
- 1980 - Schemer-Dreamer - Steve Walsh
- 1987 - Surveillance - Triumph
- 1987 - Stone From Which The Arch Was Made - Mark O'Connor
- 1992 - Lone Ranger - Jeff Watson
- 1994 - Thonk - Michael Manring
- 2001 - Seventh Key - Seventh Key
- 2001 - Nylon & Steel - Manuel Barrueco
- 2006 - Gillan's Inn - Ian Gillan